# Abi Smith
Abi Smith, née le 1er avril 2002 à Édimbourg, est une coureuse cycliste écossaise.

## Palmarès sur route

### Palmarès par année
- 2021
  - Coupe de Grande-Bretagne sur route
  - 3e étape de Rás na mBan
  - Cicle Classic
  - Curlew Cup
  - 2e de Rás na mBan
  - 3e du championnat de Grande-Bretagne du contre-la-montre espoirs

- 2022
  - GP Ryedale

### Résultats sur les grands tours

#### Tour d'Italie
1 participation
- 2022 : 91e

#### Tour d'Espagne
1 participation
- 2024 : 65e

### Classements mondiaux
| Année                                 | 2021 | 2022 | 2023 | 2024 |
| ------------------------------------- | ---- | ---- | ---- | ---- |
| Classement UCI                        | 207e | 827e | 376e | 497e |
| UCI World Tour                        | 89e  | 229e | 138e | 171e |
|                                       |      |      |      |      |
| Légende : nc = non classéSource : UCI |      |      |      |      |

## Palmarès sur piste

### Championnats d'Europe
| Édition / Épreuve        | Poursuite individuelle | Poursuite par équipes                                    |
| Apeldoorn 2021 (espoirs) | Bronze                 | Argent (avec Sophie Lewis, Ella Barnwell et Eluned King) |